# مقاطعة أنكونة

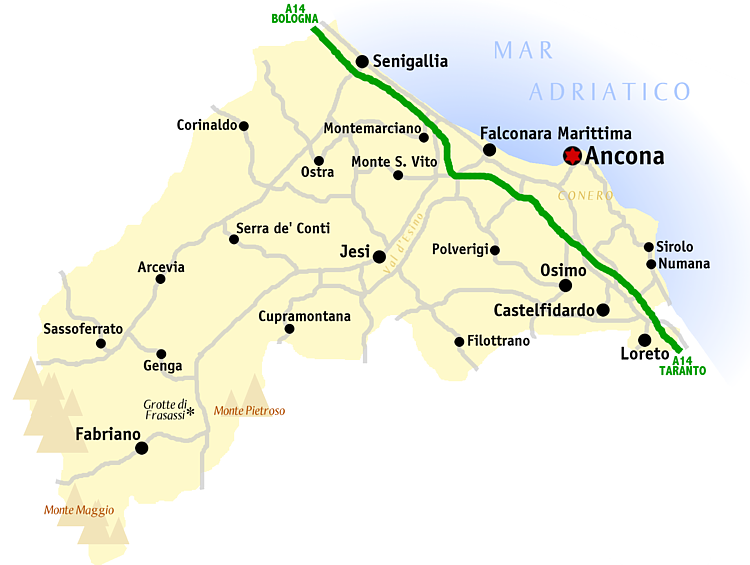
خريطة مقاطعة أنكونا

مقاطعة أَنْكُونَة أو أَنْقُونَة أو أنكونا (بالإيطالية: Provincia di Ancona)‏، مقاطعة شمال وسط إيطاليا في إقليم ماركي عاصمتها مدينة أنكونة، عدد سكانها 466.738 نسمة ومساحتها 1940 كيلومتر مربع وبها 49 مدينة وبلدة وقرية تتطل على البحر الأدرياتي شرقا ويحدها من الشمال الغربي مقاطعة بيزارو وأوربينو، ومن الجنوب مقاطعة ماشيراتا، ومن الغرب إقليم أومبريا (عند مقاطعة بيرودجا).

## أهم المدن
| المدينة            | الاسم بالإيطالية    | السكان (نسمة) | المساحة (km2) |
| ------------------ | ------------------- | ------------- | ------------- |
| أنكونا             | Ancona              | 101.641       | 123,71        |
| سينيغاليا          | Senigallia          | 44.176        | 115,78        |
| ييزي               | Jesi                | 39.909        | 107,73        |
| أوزيمو             | Osimo               | 32.599        | 105,41        |
| فابريانو           | Fabriano            | 31.745        | 269,55        |
| فالكونارا ماريتيما | Falconara Marittima | 28.148        | 25,46         |